# Eppendorf, Mittelsachsen
Eppendorf là một đô thị trong huyện Mittelsachsen, bang tự do Sachsen, nước Đức. Đô thị Eppendorf, Mittelsachsen có diện tích 33,69 km², dân số thời điểm ngày 31 tháng 12 năm 2005 là 4721 người.